# Вилсон (Луизијана)
Вилсон (енгл. Wilson) град је у америчкој савезној држави Луизијана.

## Демографија
По попису из 2010. године број становника је 595, што је 73 (-10,9%) становника мање него 2000. године.
| Група             | 2000.       | 2010.       |
| Белци             | 129 (19,3%) | 118 (19,8%) |
| Афроамериканци    | 533 (79,8%) | 469 (78,8%) |
| Азијати           | 0 (0,0%)    | 0 (0,0%)    |
| Хиспаноамериканци | 5 (0,7%)    | 1 (0,2%)    |
| Укупно            | 668         | 595         |